# DEFA-Sinfonieorchester
Das DEFA-Sinfonieorchester war das einzige Filmorchester der DDR.

## Geschichte
Bis 1945 war das UFA-Sinfonieorchester in Potsdam-Babelsberg das bekannteste Filmorchester Deutschlands. Bereits im Herbst 1945 wurde in Ost-Berlin ein neues Orchester gegründet, das zeitweise „Grünauer Rundfunkorchester“ hieß und neben Filmmusik auch für den Rundfunk produzierte. Die 1946 gegründete DEFA griff regelmäßig auf dieses Orchester zurück. Offiziell wurde das DEFA-Sinfonieorchester 1952 gegründet, nachdem sich der Rundfunk der DDR aus dem Vertrag zurückgezogen hatte und die DEFA umstrukturiert wurde. Von 1954 bis 1957 wirkte Adolf Fritz Guhl als Dirigent. Lebten anfangs noch zahlreiche Orchestermitglieder in West-Berlin, wurden sie bis zum Bau der Berliner Mauer 1961 schrittweise ersetzt. Chefdirigent von 1964 bis 1967 war Lothar Seyfarth.
Manfred Rosenberg leitete das Orchester von 1973 bis zum Abschiedskonzert am 22. Juni 1991 anlässlich der Musikfestspiele Potsdam Sanssouci in Potsdam. Das Orchester ging 1993 gemeinsam mit dem RBT-Orchester im Deutschen Filmorchester Babelsberg auf.

## Diskografie

### Alben
- 2001: Wigwam, Weste(r)n, weiße Wölfe (All Score Media)

### Stücke auf Kompilationen
- Drei Stücke zusammen mit dem Männerchor der Singakademie der Stadt Potsdam auf Gewidmet der Partei der Arbeiterklasse (Eterna)
- 1979: Nebel auf Das unsichtbare Visier (Amiga)
- 2007: Das Lied vom Trompeter auf Geschichten aus 60 Jahren Amiga – Die Raritäten 1947–1977 (Amiga)

## Auszeichnungen
- 1977: Vaterländischer Verdienstorden in Silber